# Planica

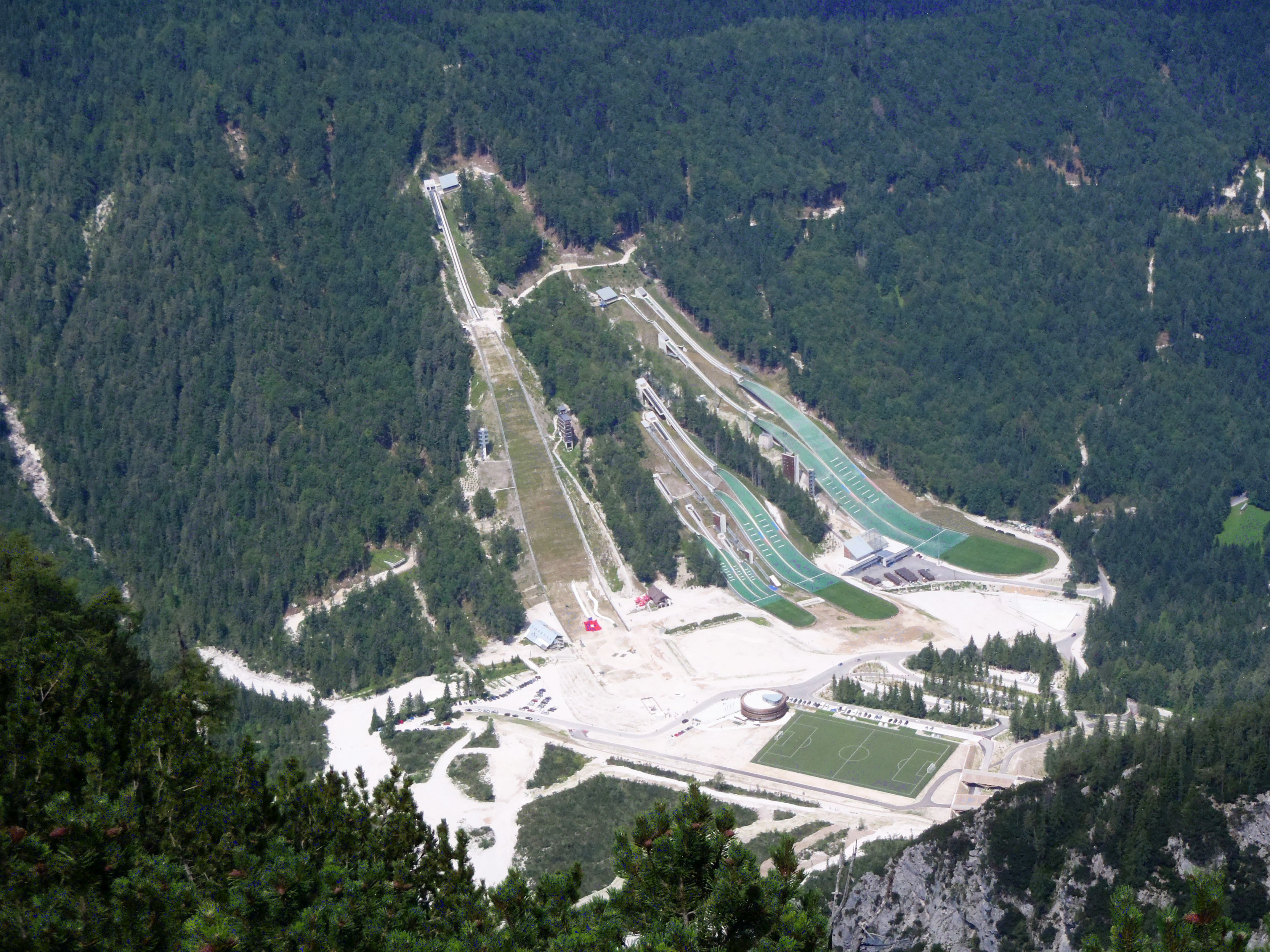
A síugrósáncok

Planica (IPA: [plaˈniːʦa]) egy alpesi völgy, ami Szlovénia északnyugati részén, Rateče határvárostól délre terül el, nem messze egy másik ismert síelő centrumtól, Kranjska Gorától. A völgy délebbi részén található Tamar, egy népszerű falmászóplacc a Triglavi Nemzeti Parkban.
Planica leginkább a síugrósánc miatt ismert, amely Planica Északi Központ néven 2015. decembere óta működik.

## Külső hivatkozások
- Planica.info